# Linia kolejowa Arnstadt – Saalfeld
Linia kolejowa Arnstadt – Saalfeld – jednotorowa linia kolejowa w kraju związkowym Turyngia, w Niemczech. Biegnie z Arnstadt do Saalfeld/Saale. Ma 48 km długości.